# محوطه خاک چال
محوطه خاک چال مربوط به دوره اشکانی است و در شهرستان اسفراین، بخش مرکزی، دهستان دامنکوه، ۵۰۰ متری غرب روستای سارمران واقع شده است. این اثر در تاریخ ۳۰ دی ۱۳۸۵ با شمارهٔ ثبت ۱۶۹۷۱ به عنوان یکی از آثار ملی ایران به ثبت رسیده است.